# Питерс, Джейми
Джейми Брайант Пит Питерс (англ. Jaime Bryant Piet Peters; род. 4 мая 1987, Пикеринг, Онтарио) — канадский футболист, защитник.

## Карьера
Джейми начал профессиональную карьеру в составе футбольного клуба «Ипсвич Таун», в 2005 году. За 7 лет в его составе провел 99 матчей и забил 4 мяча.

В 2008 году ездил в аренду в ФК «Йовил Таун», где провел 14 матчей за сезон.

В 2009 году ездил в аренду в футбольный «Джиллингем», где провел 3 матча за сезон.

В 2011 году ездил в аренду в ФК «Борнмут», где провел 8 матчей за сезон.

С 2004 по 2011 года играл за национальную сборную Канады. В ее составе провел 26 официальных матчей, в которых забил 1 мяч.